# Сидоров Костянтин Георгійович
Костянтин Георгійович Сидоров (1884, село Міхеєвське Ковровського повіту Владимирської губернії, тепер Владимирської області, Російська Федерація — розстріляний 25 лютого 1939, місто Москва, Російська Федерація) — радянський військовий діяч, член РВР і начальник політичного управління Приволзького військового округу, відповідальний секретар партійної комісії Політичного управління РСЧА, корпусний комісар (29.11.1935), член ВЦВК. Член Центральної контрольної комісії ВКП(б) у 1930—1934 роках.

## Біографія
Народився в родині службовця поліції. Закінчив церковнопарафіяльну школу і три класи міського училища. З 1898 по 1900 рік працював учнем токаря і слюсаря в кустарних майстернях в селі Куніцино Владимирської губернії. У 1900—1907 роках — учень слюсаря і слюсар механічного заводу в селі Кохма Владимирської губернії.
З 1901 року брав участь в роботі революційних гуртків.
Член РСДРП(б) з 1903 року.
У 1903 році заарештований, але незабаром відпущений під нагляд поліції. Під час революції 1905 року був одним з організаторів групи більшовиків в селі Кохма Шуйського повіту Владимирської губернії. Входив до складу бойової дружини, займався питаннями забезпечення зброєю. Наприкінці 1907 року заарештований і засуджений на два роки заслання, яке відбував у Вологодській та Костромській губерніях.
Після повернення із заслання працював електриком на фабриці в місті Шуї, проте за наполяганням поліції був незабаром звільнений. Потім працював мастильником в Кохмі, машиністом дизеля в Шуї, заступником голови лікарняної страхової каси фабрики Небручилова в Шуї.
Після Лютневої революції 1917 року з лютого 1917 по березень 1918 року — голова фабричного комітету фабрики Небручилова. Проводив агітацію в робітничих колективах міста Шуї і розквартированих там двох піхотних полках. Був обраний до складу Шуйської ради.
З березня по листопад 1918 року — військовий комісар Шуйського повіту Владимирської губернії.
У листопаді 1918 — червні 1919 року — військовий комісар Ярославської губернії.
У червні — серпні 1919 року — заступник начальника управління формувань Східного фронту РСЧА. У серпні — жовтні 1919 року — військовий комісар окремої бригади Східного фронту РСЧА.
У жовтні 1919 — квітні 1920 року — військовий комісар Киргизького крайового військового комісаріату.
У квітні — липні 1920 року — комендант Актюбинського укріпленого району.
У липні — вересні 1920 року — військовий комісар окремої інтернаціональної бригади РСЧА.
28 жовтня 1920 — 18 квітня 1921 року і 9 липня 1921 — 6 червня 1922 року — військовий комісар 3-го кінного корпусу і заступника члена Революційної військової ради (РВР) 4-ї армії.
У червні 1922 — липні 1923 року — військовий комісар 1-го кінного корпусу Червоного козацтва.
У липні 1923 — 1924 року — військовий комісар 2-го стрілецького корпусу РСЧА.
У 1924—1925 роках — слухач курсів вищого політичного складу при Військово-політичній академії імені Толмачова.
У вересні 1925 — серпні 1927 року — член РВР і начальник політичного управління Приволзького військового округу.
У серпні 1927 зарахований до резерву РСЧА і відряджений на курси марксизму-ленінізму при Комуністичної академії. Після закінчення курсів у серпні 1929 року повернутий до кадрового складу РСЧА і призначений відповідальним секретарем конфліктної комісії Політичного управління РСЧА.
У липні 1930 — січні 1934 року — член партійної колегії Центральної контрольної комісії ВКП(б).
До вересня 1937 року — відповідальний секретар партійної комісії при Політичному управлінні РСЧА.
У вересні — грудні 1937 року — член Військової ради Північно-Кавказького військового округу.
З грудня 1937 по січень 1938 року — в розпорядженні Управління із командно-начальницького складу РСЧА. У січні 1938 року «через політичну недовіру» звільнений в запас.
25 травня 1938 року заарештований органами НКВС. Засуджений Воєнною колегією Верховного суду СРСР 25 лютого 1939 року до страти, розстріляний того ж дня. Похований на Донському цвинтарі Москви.
25 червня 1955 року посмертно реабілітований.